# M5
|  | Projekt under udvikling Denne artikel eller dette afsnit handler om et planlagt eller forventet projekt under udvikling. Der kan forekomme spekulativ information, og indholdet kan ændres når projektets udvikling eventuelt standses eller skrider frem og mere information bliver tilgængelig. . |

M5 er en fremtidig metrolinje i København, der forventes at bestå af op til 10 stationer. Den forventes at blive anlagt fra 2026 frem til 2035.
Etableringen af linjen er besluttet af Københavns Borgerrepræsentation, men linjeføringen er endnu ikke vedtaget.
Stationerne planlægges at blive etableret ved Østerport, Lynetteholmen (en nordlig og en sydlig station), Refshaleøen, Prags Boulevard, Lergravsparken, Amagerbrogade (ved Sundbyøster Plads), DR Byen, Bryggebroen og Københavns Hovedbanegård. En afslutning af cirklen med stationer ved Forum, Stengade og Rigshospitalet er desuden under overvejelse, men indgår ikke i de første etaper.
Anlægsudgifterne for strækningen mellem Hovedbanegården og Lynetteholm anslås at udgøre 14,7 milliarder kroner. Videreførelsen til Østerport indgår ikke i det beløb.
Projektet er i sommeren 2024 sendt i høring. Der er desuden foretaget en miljøkonsekvensvurdering af linjen.

## Baggrund
Såvel et flertal i Folketinget som i Københavns Borgerrepræsentation har peget på behovet for en ny metrolinje, der betjener de nye byudviklingsområder Refshaleøen, Lynetteholm og Kløverparken. Samtidig er der behov for en aflastning af M1 og M2, der har kapacitetsproblemer særligt på strækningen mellem Nørreport og Christianshavn.